# Никола Пъдарев (политик)
 Тази статия е за политика.  За просветния деец вижте Никола Падарев.  
Никола Николов Пъдарев (Падарев) е български юрист и политик.

## Биография
Роден е през 1875 година в неврокопското село Гайтаниново в семейството на просветния деец Никола Падарев. На 14 години заминава за София, за да учи в гимназия и след завършването си учи право право в Париж, Франция. След завършването си, се връща в България и в 1902 г. е назначен във видинския съд. Жени се за Райна Недялкова - родственица на Алеко Константинов и на основателя на Радикалдемократическата партия - юриста Найчо Цанов, с когото се сприятелява. По-късно става адвокат във Видин.
През 1906 година, след смъртта на Петко Каравелов, Александър Малинов реорганизира Демократическата партия и предлага на Пъдарев да оглави партията във Видин, но младият адвокат отказва и чак в 1919 година се кандидатира за народен представител. Депутат е на Демократическата партия от Видински окръг в продължение на 15 години от 1919 зо 1934 година в XIX, XX, XXI, XXII, XXIII и XXIV обикновено народно събрание.
Пъдарев смята, че Демократическата партия трябва да върви в съюз с БЗНС и е несъгласен с отказа на Малинов от 1920 година на коалиция между двете партии. Със собствени средства издава вестник „Чук“. Основава фонд за издръжка на даровити ученици в Гайтаниново.
Синът му, Александър Пъдарев, в 1929 година завършва право в Софийския университет.
Умира в 1949 година.